# Ака (село)
Ака (яп. 赤村 Ака-мура) — село в Японии, находящееся в уезде Тагава префектуры Фукуока. Площадь села составляет 32,03 км², население — 3145 человек (1 августа 2014), плотность населения — 98,19 чел./км².

## Географическое положение
Село расположено на острове Кюсю в префектуре Фукуока региона Кюсю. С ним граничат посёлки Кавара, Ото, Соэда, Мияко.

## Население
Население села составляет 3145 человек (1 августа 2014), а плотность — 98,19 чел./км². Изменение численности населения с 1980 по 2005 годы:
| 1980 | 3853 чел. |  |
| 1985 | 3987 чел. |  |
| 1990 | 3971 чел. |  |
| 1995 | 3726 чел. |  |
| 2000 | 3636 чел. |  |
| 2005 | 3408 чел. |  |

## Символика
Деревом села считается Citrus junos, цветком — Cymbidium goeringii, птицей — Zosterops japonicus.